# Flughafen Daegu

i7
i11
i13
Der Flughafen Daegu (koreanisch 대구국제공항, IATA-Code: TAE, ICAO-Code: RKTN) ist ein internationaler Flughafen und Stützpunkt der südkoreanischen Luftwaffe rund fünf Kilometer ostnordöstlich der Stadt Daegu in der Provinz Gyeongsangbuk-do in Südkorea. Der Flughafen wird hauptsächlich für Inlandsflüge genutzt, daneben gibt es Verbindungen zu verschiedenen Zielen in China, Japan und Taiwan. Die südkoreanische Luftwaffe hat hier die 11th Fighter Wing stationiert, die drei fliegenden Staffeln sind mit der McDonnell Douglas F-15K ausgerüstet. Seit 2004 ist Daegu an das Hochgeschwindigkeitsnetz KTX angeschlossen, darum hat sich die Zahl der Passagiere zwischen Jahren 2003 bis 2013 halbiert.

## Geschichte
An der Stelle des heutigen Flughafen wurde während der japanischen Besatzung ein Flugplatz errichtet, der nach dem Ende des Zweiten Weltkrieges von den  amerikanischen Streitkräften übernommen wurde und den Namen „K2“ erhielt. Nach dem Überfall des kommunistischen Nordkoreas wurde der Flugplatz während der Schlacht um Taegu geräumt. Im Zuge der Landung bei Incheon und des Ausbruchs der alliierten Streitkräfte aus dem Brückenkopf von Busan konnte der Flugplatz wieder in Betrieb genommen und vom 822. Engineer Aviation Battalion repariert, mit Stahlmatten belegt und auf 1.700 Meter verlängert werden. Im Mai 1951 wurde damit begonnen, die Stahlmatten zu entfernen und eine Landebahn aus Beton zu errichten. Im April 1961 starteten die ersten zivilen Flüge mit DC-3-Maschinen nach Seoul. Im Jahr 1996 begann der internationale Linienbetrieb: Ab Februar wurde von Korean Air Osaka angeflogen.
Im Jahr 2001 wurde ein neues Terminal-Gebäude errichtet und ein Jahr später erfolgte die Inbetriebnahme des Frachtterminals und des neuen Flughafenhotels.

## Zwischenfälle
- Am 28. April 1951 kam es an einer Curtiss C-46D-20-CU Commando der United States Air Force (USAF) (Luftfahrzeugkennzeichen 44-78365) zu einem nicht näher spezifizierten technischen Ausfall. Die gesamte Besatzung sprang 29 Kilometer südöstlich des Militärflugplatzes Daegu mit dem Fallschirm ab. Alle Besatzungsmitglieder überlebten den Unfall. Das steuerlose Flugzeug stürzte ab.[4]

- Am 26. Mai 1951 wurde eine Douglas DC-3/C-47D der griechischen Luftstreitkräfte (49-2612) nahe dem Flughafen Daegu bei niedrigen Wolken in einen Berg geflogen. Alle fünf Insassen starben.[5][6]

- Am 13. Juni 1991 wurde eine Boeing 727-200 der Korean Air (HL7350) auf dem Flughafen Daegu gelandet, ohne dass die Besatzung vorher das Fahrwerk ausgefahren hatte. Sie hatte die vor der Landung vorgeschriebene Checkliste nicht gelesen und sogar noch das Fahrwerk-Warnhorn mittels der zugehörigen ausgeschaltet, als dieses im Anflug ertönte. Alle 127 Insassen überlebten die Bauchlandung, das Flugzeug wurde allerdings irreparabel beschädigt.[7]